# Majid Adibzadeh
Majid Adibzadeh (persa: مجید ادیب‌زاده, nacido en 1980) es un escritor y erudito iraní en política, historia, cultura y los problemas de las humanidades Irán.

## Obras
Sus libros sobre temas tales como "teorías de la democracia", "ciencias humanas y universidad en Irán", "los orígenes de racionalidad moderna y modernidad en Irán", "el estado moderno en Irán", "las condiciones históricas del pensamiento científico en Irán", "literatura persa moderno y cultura política iraní" y "discursos iraníes y desafíos políticos entre Irán y Occidente".